# Dasythorax simplex
Dasythorax simplex är en fjärilsart som beskrevs av Otto Staudinger 1888. Dasythorax simplex ingår i släktet Dasythorax och familjen nattflyn. Inga underarter finns listade i Catalogue of Life.